# Pyromania (Cascada-dal)
A Pyromania a Cascada német együttes Original Me című albumának első és egyben legsikeresebb dala.

## Dallista
Német CD kislemez
1. Pyromania (Radio Edit)  – 3:31
2. Pyromania (Spencer & Hill Airplay Mix)  – 5:40

Német digitális EP
1. Pyromania (Radio Edit)  – 3:31
2. Pyromania (Spencer & Hill Airplay Mix)  – 5:40
3. Pyromania (Extended Mix)  – 5:31
4. Pyromania (Cahill Remix)  – 6:17
5. Pyromania (Dan Winter Remix)  – 5:32

Brit digitális kislemez
1. Pyromania (Radio Edit)  – 3:31
2. Pyromania (Cahill Remix)  – 6:17

USA digitális EP
1. Pyromania (Radio Edit)  – 3:31
2. Pyromania (Wideboys Radio Edit)  – 3:06
3. Pyromania (Cahill Radio Edit)  – 3:26
4. Pyromania (Spencer & Hill Radio Edit)  – 3:39
5. Pyromania (Dan Winter Radio Edit)  – 3:44
6. Pyromania (Frisco Radio Edit)  – 3:13
7. Pyromania (Extended Mix)  – 5:31
8. Pyromania (Wideboys Remix)  – 7:34
9. Pyromania (Cahill Remix)  – 6:17
10. Pyromania (Spencer & Hill Airplay Mix)  – 5:40
11. Pyromania (Dan Winter Remix)  – 5:32
12. Pyromania (Frisco Remix)  – 5:28

Ausztrál digitális EP
1. Pyromania (Radio Edit)  – 3:31
2. Pyromania (Spencer & Hill Airplay Mix)  – 5:40
3. Pyromania (Extended Mix)  – 5:31
4. Pyromania (Cahill Remix)  – 6:17
5. Pyromania (Dan Winter Remix)  – 5:32
6. Pyromania (Wideboys Remix)  – 7:34
7. Pyromania (videóklip)  – 3:39

## Fordítás
- Ez a szócikk részben vagy egészben  a   Pyromania (song) című angol Wikipédia-szócikk fordításán alapul.  Az eredeti cikk szerkesztőit annak laptörténete sorolja fel. Ez a jelzés csupán a megfogalmazás eredetét és a szerzői jogokat jelzi, nem szolgál a cikkben szereplő információk forrásmegjelöléseként.